# Pyxicephalus edulis
Pyxicephalus edulis es una especie de anfibios de la familia Pyxicephalidae.
Se distribuye por el África subsahariana: Senegal, Mauritania, Nigeria Somalia, Kenia, Tanzania, Mozambique, Malaui, Zimbabue, Angola, mitad este de Botsuana, norte de Zambia, nordeste de Sudáfrica y Suazilandia. 
Está amenazada por el consumo humano de su carne.